# CHL Import Draft 2006
CHL Import Draft 2006 – 15. draft CHL w historii. Łącznie wybrano 68 zawodników (przewidziano 118 wyborów).

## Wybrani
Pozycje: B – bramkarz, LO – lewy obrońca, PO – prawy obrońca, C – center, LS – lewoskrzydłowy, PS – prawoskrzydłowy

Ligi: OHL – Ontario Hockey League, QMJHL – Quebec Major Junior Hockey League, WHL – Western Hockey League

### Runda 1
| #  | Zawodnik (pozycja)     | Pochodzenie | Klub macierzysty            | Klub wybierający (liga)             |
| -- | ---------------------- | ----------- | --------------------------- | ----------------------------------- |
| 1  | Jakub Voráček (PS)     | Czechy      | HC Kladno U20               | Halifax Mooseheads (QMJHL)          |
| 2  | Oscar Möller (C)       | Szwecja     | Djurgårdens IF J18          | Chilliwack Bruins (WHL)             |
| 3  | Kaspars Daugaviņš (LS) | Łotwa       | HK Riga 2000                | Toronto St. Michael’s Majors (OHL)  |
| 6  | Tomáš Káňa (LS)        | Czechy      | HC Vítkovice                | Owen Sound Attack (OHL)             |
| 13 | David Květoň (LS)      | Czechy      | VHK Vsetín                  | Gatineau Olympiques (QMJHL)         |
| 15 | Yannick Weber (PO)     | Szwajcaria  | SC Bern U20                 | Kitchener Rangers (OHL)             |
| 23 | Juraj Šimek (LS)       | Słowacja    | EHC Kloten U20              | Brandon Wheat Kings (WHL)           |
| 25 | Patrik Prokop (PO)     | Czechy      | HC Vítkovice U20            | Shawinigan Cataractes (QMJHL)       |
| 27 | Michal Neuvirth (B)    | Czechy      | Sparta Praga U20            | Plymouth Whalers (OHL)              |
| 32 | Radek Meidl (LS)       | Czechy      | Sparta Praga U20            | Seattle Thunderbirds (WHL)          |
| 33 | Jan Muršak (PS)        | Słowenia    | HC Czeskie Budziejowice U20 | Saginaw Spirit (OHL)                |
| 36 | Tomáš Záborský (LS)    | Słowacja    | HC Dukla Trenczyn U20       | Saginaw Spirit (OHL)                |
| 37 | Martin Látal (LS)      | Czechy      | HC Kladno                   | Prince Edward Island Rocket (QMJHL) |
| 46 | Juraj Mikúš (PO)       | Słowacja    | HK 36 Skalica               | Chicoutimi Saguenéens (QMJHL)       |
| 48 | Artūrs Kulda (LO)      | Łotwa       | CSKA 2 Moskwa               | Peterborough Petes (OHL)            |

### Runda 2
| #  | Zawodnik (pozycja) | Pochodzenie | Klub macierzysty | Klub wybierający (liga)   |
| -- | ------------------ | ----------- | ---------------- | ------------------------- |
| 82 | Igor Musatow (LS)  | Rosja       | Spartak Moskwa   | Brandon Wheat Kings (WHL) |